# Иваньково-Ленинское сельское поселение
Ива́ньково-Ле́нинское се́льское поселе́ние (чув. Иваньково-Ленино ял тӑрӑхӗ) — муниципальное образование в Алатырском районе Чувашии Российской Федерации.
Административный центр — село Иваньково-Ленино.

## История
Статус и границы сельского поселения установлены Законом Чувашской Республики от 24 ноября 2004 года № 37 «Об установлении границ муниципальных образований Чувашской Республики и наделении их статусом городского, сельского поселения, муниципального района и городского округа».

## Население
| 2010 | 2012 | 2013 | 2014 | 2015 | 2016 | 2017 |
| ---- | ---- | ---- | ---- | ---- | ---- | ---- |
| 914  | ↘856 | ↘805 | ↘765 | ↘745 | ↘716 | ↘685 |
| 2018 | 2019 | 2020 | 2021 |      |      |      |
| ↘660 | ↘647 | ↘616 | ↘570 |      |      |      |

## Состав сельского поселения
| № | Населённый пункт | Тип населённого пункта       | Население |
| - | ---------------- | ---------------------------- | --------- |
| 1 | Безбожник        | посёлок                      | →0        |
| 2 | Иваньково-Ленино | село, административный центр | ↘752      |
| 3 | Соловьевский     | посёлок                      | ↗105      |
| 4 | Шумы             | посёлок                      | →0        |

## Местное самоуправление
Глава поселения Шугуров Валентин Геннадьевич

## Достопримечательности
- Памятник "Самолет Ил-14", на котором совершал послевоенные тренировочные вылеты Герой Советского Союза, лётчик Орлов Ф. Н.
- Парк имени 60-летия Победы
- Обелиск воинам-односельчанам, погибшим в Великой Отечественной войне.

## Русская православная церковь
Свято-Троицкая церковь заложена в 1891 году.